# Renée Ferrer de Arréllaga
Renée Ferrer de Arréllaga (* 19. Mai 1944 in Asunción) ist eine paraguayische Poetin und Autorin.
Sie ist Generalsekretärin der Academia Paraguaya de la Lengua Española (Paraguayische Akademie der spanischen Sprache).
Ihr Roman Los nudos del silencio wurde ins Französische und Italienische übersetzt.

## Werke
- mit Miguel Ángel Fernández: Poetisas del Paraguay (Voces de hoy), ISBN 84-7839-096-0
- Entre el ropero y el tren, Asunción, Ediciones Alta Voz, 2004
- Itinerario del deseo (Itinerary of desire), traducción de Betsy Partyka, Ediciones Alta Voz, 2002
- La colección de relojes, Asunción, Arandura, 2001
- Renee Ferrer: poesía completa hasta el ano 2000,  Asunción, Paraguay : Arandura Editorial, 2000
- El ocaso del milenio, Asunción, Paraguay : Ediciones y Arte S.R.L., 1999
- Vagos sin tierra, Asunción, Expolibro, 1999
- Viaje a destiempo, Universidad Católica Nuestra Señora de la Asunción; Biblioteca de Estudios Paraguayos, 1989
- De la eternidad y otros delirios, Asunción, Intercontinental Editora, 1997
- El resplandor y las sombras, Asunción, Arandura Editorial, 1996
- Itinerario del deseo, Asunción, Arandura Editorial, 1995
- Desde el encendido corazón del monte, Asunción, Arandura Editorial, 1994
- Narrativa paraguaya actual: dos vertientes, Encuentros, no.4 (March 1994), pp. 1–16
- Por el ojo de la cerradura, Asunción, Arandura Editorial, 1993
- El Acantilado y el mar, Asunción, Arandura Editorial, 1992
- Los nudos del silencio, Asunción, Arte Nuevo Editores, 1988
- Sobreviviente, Editiones Torremozas, Madrid, 1988, ISBN 84-86072-76-X
- Nocturnos, Asunción, Editorial Arte Nuevo, 1987
- La mariposa azul y otros cuentos, Asunción, Ediciones IDAP, Ediciones Mediterráneo, 1987
- La Seca y otros cuentos, Asunción, El Lector, 1986
- Campo y cielo, Asunción, Ediciones Mediterráneo, 1985
- Peregrino de la eternidad, Asunción, Alcándara Editora, 1985
- Desde el Cañadón de la memoria, Hamburg, Imprenta Paul Molnar, 1984
- Cascarita de nuez, Asunción, Talleres de Artes Gráficas Zamphirópolos, 1978
- Voces sin Réplica, Asunción, 1967
- Hay surcos que no se llenan, Asunción, Editorial El Arte, 1965
- La expansión colonizadora y la fundación de Concepción